# Шони (язык)

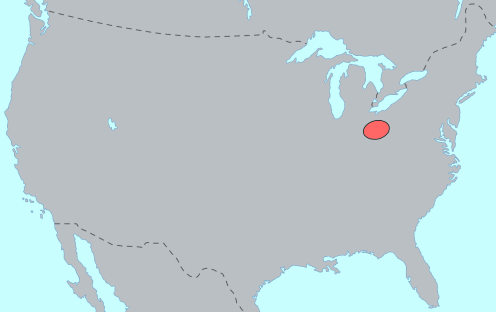
Распространение языка шони около 1650

Язык шо́ни (иногда неправильно пишут шауни) относится к центральной ветви алгонкинских языков. Носители — племя шауни (число носителей — около 200), проживающее в некоторых местах на севере и северо-востоке Оклахомы. Первоначально носители также проживали в Огайо, Западной Вирджинии, Кентукки и Пенсильвании.

## Фонетика
Ударение в языке шони падает на последний слог слова.

### Гласные
В языке шони имеется 4 гласных, /i e a o/ (где /i/ и /e/ фонетически соответствуют [ɪ] и [ɛ]) и 4 долгих гласных /iː eː aː oː/.

### Согласные
|             | Лабиальные | Альвеолярные | Палатальные | Велярные | Глоттальные |
| ----------- | ---------- | ------------ | ----------- | -------- | ----------- |
| Плозивные   | p          | t            | tʃ          | k        | ʔ           |
| Фрикативные |            | θ            | ʃ           |          | h           |
| Латеральные |            | l            |             |          |             |
| Назальные   | m          | n            |             |          |             |
| Полугласные | w          |              | j           |          |             |

Некоторые носители шони произносят /ʃ/ скорее как альвеолярный /s/. Такое произношение особенно распространено среди племени «лояльных шони» около Виниты, штат Оклахома.

## Грамматика
Язык шони имеет ряд общих черт с другими алгонкинскими языками. В языке различаются два вида третьего лица (близкое и удалённое), и два именных класса, одушевлённых и неодушевлённых имён. По структуре язык является агглютинирующим с сильной тенденцией к полисинтетизму, в результате чего один глагол может переводиться на русский целым предложением. Обычный порядок слов — VS.